# Sierra de los Cuchumatanes
La sierra de los Cuchumatanes es una prominente cordillera situada al oeste de Guatemala, de dirección Oeste-Este, que cruza el sector meridional del departamento de Huehuetenango y el centro del departamento de Quiché. Es la sierra no volcánica de mayor elevación de toda Centroamérica.
Tiene una longitud cercana a los 400 kilómetros, y está delimitada por fracturas y depresiones longitudinales. La litología preponderante es la de rocas sedimentarias depositadas desde el carbonífero y plegadas durante el mioceno. La presencia de materiales volcánicos de edad terciaria es acusada, muchas veces estratificados por debajo de restos volcánicos recientes de edad cuaternaria. 
Sus cumbres alcanzan los 3837 metros de altitud. La combinación de la altura con las precipitaciones existentes en cada piso bioclimático origina un escalonamiento de la vegetación, desde el bosque denso tropical de la base hasta los prados de altura en las cumbres.

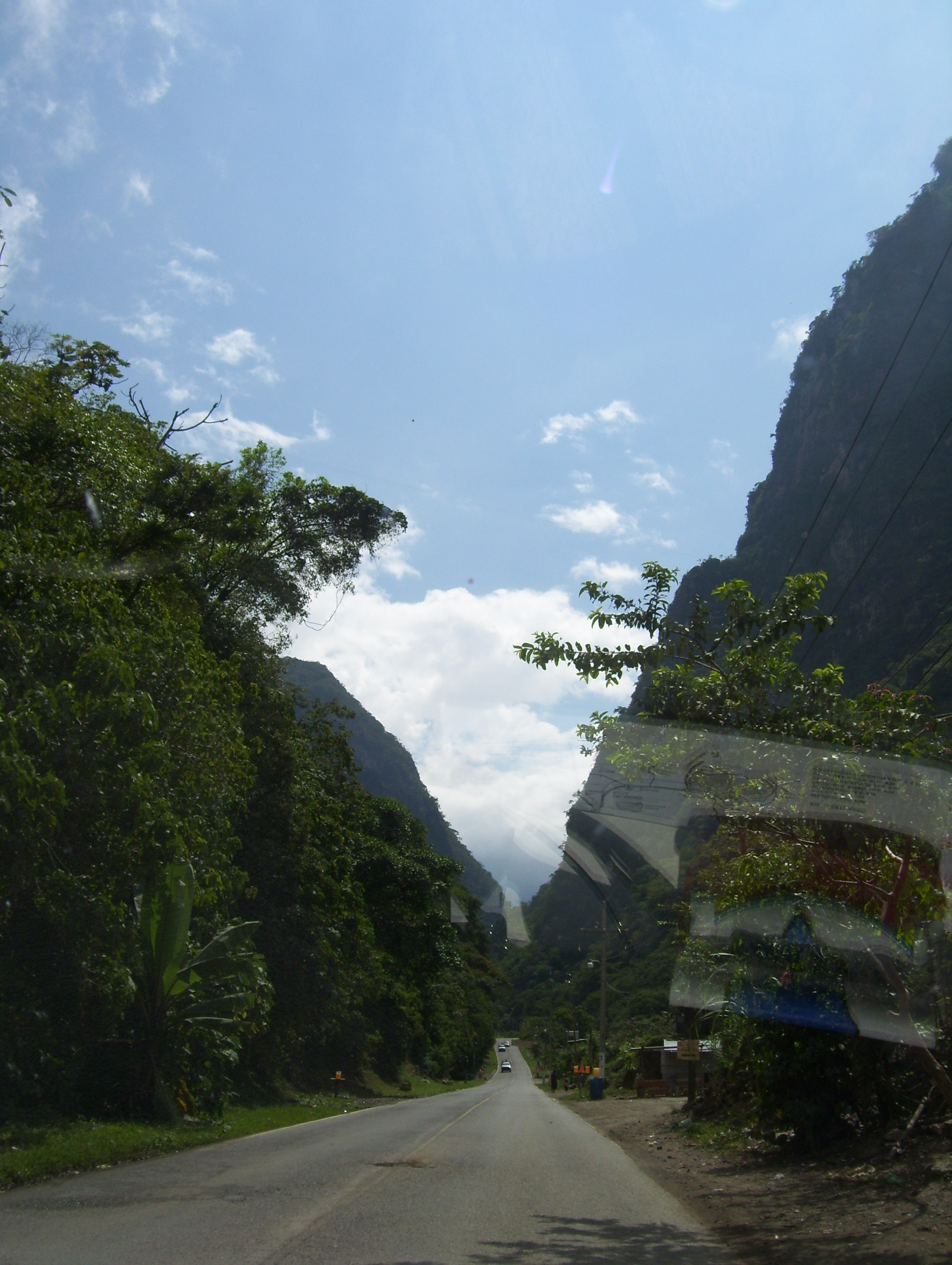
Vista típica de los Cuchumatanes sobre la Carretera_Panamericana (CA-1) al cruzar el Departamento de Huehuetenango.

En elevaciones sobre los 1800 m s. n. m. predominan los bosques de robles de gran tamaño en toda la sierra, alrededor de los 3000 m s. n. m. comienza la transición del bosque montano hacia los prados de altura, donde se pueden ver arbustos y pinos hasta los 3200 m s. n. m. Hacia los 3300 m s. n. m. predominan gramíneas y asteráceas muy resistentes a los cambios bruscos de temperatura, y después de los 3600 m s. n. m. los zacatonales y los musgos son las principales plantas. A partir de los 3500 m s. n. m. en ocasiones las precipitaciones pueden darse en forma de nieve, especialmente en invierno (noviembre a febrero). Una de las nevadas más fuertes ocurrió en enero de 1967.
El nombre "Cuchumatán" es derivado de las siguientes palabras en idioma Mam: "Cuchuj" (unir) y "matán" (con gran fuerza) y quiere decir "lo que fue unido con gran fuerza". Cuchumatán puede también ser una derivación de la palabra náhuatl "kochomatlán" que significa "lugar de los cazadores de loros".
Algunos historiadores consideran esta región como el lugar de nacimiento de la lengua maya.  Para ponerlo en los términos que usa Alfredo Barrera Vásquez, mayista, en el extenso prólogo al Diccionario Maya-Español, Español-Maya Cordemex (1.ª edición) de 1980:

La lengua maya yucateca es uno de los más antiguos miembros de una familia cuyo tronco recibe el nombre convencional de protomaya, a su vez miembro de otra familia cuyo tronco, que dio origen a otras lenguas como el totonaco, provino de algún otro tronco asiático [...] Los glotocronólogos, con sus métodos, han podido concluir que un grupo, el propiamente protomayano, llegó de alguna parte y se estableció en un lugar de los altos de Guatemala, y aún precisan: la sierra de los Cuchumatanes, aproximadamente en el año 2600 a.C. (siglo XXVI a. C.).

Más adelante, en su texto, continúa diciendo el aludido mayista:

[...] de aquel punto y grupo original, que ya había comenzado a diversificarse, se desprendió aproximadamente en 1600 a.C., es decir, después de un milenio de haber llegado a los Cuchumatanes, una fracción para emigrar al norte, hacia las tierras bajas de la península yucateca [...]

## El mirador Juan Diéguez Olaverri o mirador de la Cumbre
El mirador Juan Diéguez Olaverri es un destino turístico que está ubicado en el departamento de Huehuetenango, se encuentra a los  12 kilómetros del ascenso hacia Todos Santos Cuchumatán y a 3,300 metros sobre el nivel del mar se encuentra el mirador Juan Diéguez Olaverri, llamado así en memoria del poeta guatemalteco que escribió el poema “A los cuchumatanes”. La sierra de los Cuchumatanes; por supuesto, debido a la considerable altura a la que se encuentra el mirador y al clima del lugar, regularmente se encuentra nublado, pero en un día claro y despejado podrá inclusive apreciar los imponentes volcanes que están relativamente cercanos como el volcán Tacaná, Tajumulco, Santa María, Atitlán. Además, en la plaza del mirador hay inscritos en nueve piedras, versos del poema a Los Cuchumatanes escrito por Juan Diéguez Olaverri.

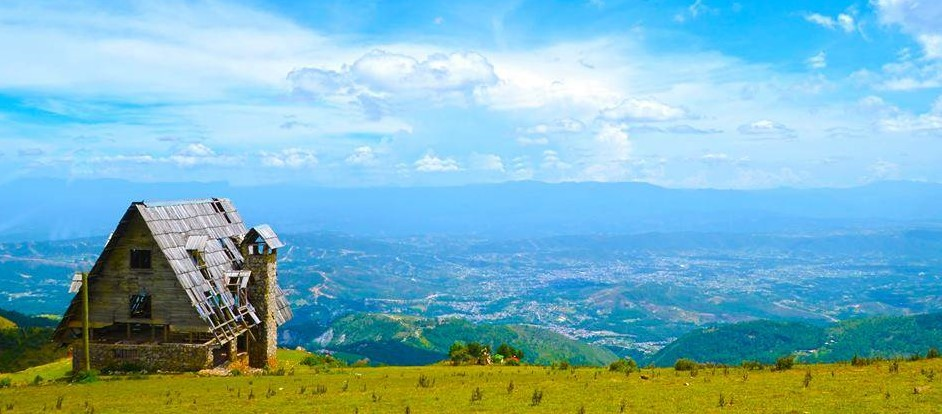
Vista desde el Mirador Juan Diéguez Olaverri desde donde se aprecian los volcanes: Tacaná, Tajumulco y Santa María